# William Friedkin
William David Friedkin (Chicago, 29 agosto 1935 – Los Angeles, 7 agosto 2023) è stato un regista, sceneggiatore e produttore cinematografico statunitense.
Esponente della Nuova Hollywood, è considerato un profondo innovatore del poliziesco e dell'horror, tanto da essere soprannominato il regista del Male. Nel 1972 vinse l'Oscar al miglior regista per Il braccio violento della legge, mentre nel 2013 ricevette il Leone d'oro alla carriera.

## Biografia

### Gli inizi
Di origini ebraiche (i nonni immigrati in America dall'Ucraina cambiarono il loro cognome), figlio di un'infermiera e di un ex marinaio mercantile (divenuto poi giocatore di softball, e infine venditore di abbigliamento in un grande magazzino), Friedkin visse un'infanzia economicamente disagiata, riuscendo a ottenere alcuni piccoli lavori part-time, come barista e pulitore di vetri, senza guadagnare più di 50 dollari la settimana.
Dopo aver lasciato nel 1959 il liceo della sua città, iniziò a lavorare come fattorino per la stazione televisiva di Chicago WGN, passando nel giro di qualche anno, dall'ufficio corrispondenza a ruoli di produttore e poi alla regia, dirigendo più di 2000 ore di TV dal vivo. Quasi per caso girò nel 1962 The People Vs. Paul Crump, un documentario sul caso di un uomo di colore condannato a morte; grazie al film la sentenza fu rimessa in discussione. Il film vinse il premio Golden Gate al Festival del cinema di San Francisco. Nel 1965 si trasferì a Los Angeles dove diresse diversi programmi televisivi, incluso un episodio della nota serie L'ora di Hitchcock.
Il primo film realizzato da Friedkin fu Good Times (1967), un musical romantico con protagonisti Sonny Bono e Cher. Il buon risultato ottenuto al botteghino convinse il produttore Norman Lear ad affidare al giovane regista la direzione di Quella notte inventarono lo spogliarello (1968), con Britt Ekland e Jason Robards. Il giudizio positivo della critica permise a Friedkin di ottenere anche la direzione di Festa di compleanno (1968) e Festa per il compleanno del caro amico Harold (1970), tratto dalla commedia di Mart Crowley.

### Il successo
Con Il braccio violento della legge (1971) Friedkin raggiunse il successo a Hollywood. Il film vinse cinque premi Premio Oscar: miglior regia, miglior film, miglior montaggio, miglior sceneggiatura non originale e miglior attore. Insieme al successivo L'esorcista, resta il suo maggior successo, che influenzò profondamente non solo il genere poliziesco, ma anche il nuovo cinema americano degli anni settanta.
Con L'esorcista (1973) divenne noto al grande pubblico, che lo ribattezzò subito come il regista del male. Tratto dal romanzo di William Peter Blatty (anche produttore e sceneggiatore) il film diventò una pietra miliare del cinema horror. Il film più terrificante di tutti i tempi (come annunciava la sua locandina) ottenne incassi sensazionali e vinse due Premi Oscar (miglior sceneggiatura non originale e miglior sonoro).

### Altri lavori
Da quel momento in poi il regista non raggiunse più gli stessi livelli: Il salario della paura, remake di Vite vendute di Henri-Georges Clouzot, fu un insuccesso commerciale. Nel 1980 uscì Cruising sul mondo omosessuale, con Al Pacino. Il film fu pesantemente attaccato da tutte le associazioni gay americane dell'epoca. Tutte le sue opere successive furono caratterizzate da un deludente riscontro economico e da un livello tecnico e artistico non paragonabile alle sue prime opere. Fa eccezione Vivere e morire a Los Angeles (1985) con William Petersen e Willem Dafoe.
Nel 1984 diresse il videoclip musicale di Self Control, brano cantato da Laura Branigan.
Invitato al Torino Film Festival del 2003, così rispose a un giornalista che gli chiedeva notizie sui progetti per il futuro: «Prima di tutto un thriller basato sulla vera storia di un serial killer intitolato Serpentine e poi sto preparando la regia di alcune opere: il Tannhäuser nel 2005 a Los Angeles, Sansone e Dalila sempre nel 2005 a Tel Aviv e Salomè nel 2006 a Monaco di Baviera». Oltre alle sopracitate regie, fece il suo debutto come regista d'opera nel Wozzeck di Alban Berg, diretto da Zubin Mehta (Maggio Musicale Fiorentino, 1998) e curò l'allestimento dell'Aida di produzione del Teatro Regio di Torino nella stagione lirica 2005-2006. A dispetto delle sue dichiarazioni, il regista tornò al cinema con due film: Bug - La paranoia è contagiosa (2006) e Killer Joe (2011), entrambi tratti da opere teatrali del premio Pulitzer Tracy Letts.
Nel 2013, alla 70ª Mostra internazionale d'arte cinematografica di Venezia, sotto pressione del direttore Alberto Barbera, gli venne attribuito il Leone d'oro alla carriera. Nel 2017, alla 74ª Mostra internazionale d'arte cinematografica di Venezia, presentò il documentario The Devil and Father Amorth, in cui era filmato un esorcismo praticato dal noto esorcista su una donna.

## Vita privata
William Friedkin fu sposato quattro volte, con Jeanne Moreau dal 1977 al 1979, poi con Lesley-Anne Down dal 1982 al 1985, con Kelly Lange dal 1987 al 1990 e infine con Sherry Lansing dal 1991 fino alla morte.

### Morte
Il 7 agosto 2023 Friedkin, già affetto da polmonite, è morto a causa di un infarto nella sua casa di Bel Air, Los Angeles, all'età di 87 anni.

## Filmografia

### Regista

#### Cinema
- Good Times (1967)
- Festa di compleanno (The Birthday Party) (1968)
- Quella notte inventarono lo spogliarello (The Night They Raided Minsky's) (1968)
- Festa per il compleanno del caro amico Harold (The Boys in the Band) (1970)
- Il braccio violento della legge (The French Connection) (1971)
- L'esorcista (The Exorcist) (1973)
- Il salario della paura (Sorcerer) (1977)
- Pollice da scasso (The Brink's Job) (1978)
- Cruising  (1980)
- L'affare del secolo (Deal of the Century) (1983)
- Vivere e morire a Los Angeles (To Live and Die in L.A.) (1985)
- Assassino senza colpa? (Rampage) (1987)
- L'albero del male (The Guardian) (1990) - accreditato come Alan Smithee
- Blue Chips - Basta vincere (Blue Chips) (1994)
- Jade (1995)
- Regole d'onore (Rules of Engagement) (2000)
- The Hunted - La preda (The Hunted) (2003)
- Bug - La paranoia è contagiosa (Bug) (2006)
- Killer Joe (2011)

#### Televisione
- Time-Life Specials: The March of Time – serie TV (1965)
- L'ora di Hitchcock (The Alfred Hitchcock Hour) – serie TV, episodio 3x29 (1965)
- The Pickle Brothers – serie TV, episodio 1x01 (1967)
- Ai confini della realtà (The Twilight Zone) – serie TV, episodio 1x11 (1985)
- C.A.T. Squad – film TV (1986)
- C.A.T. Squad: Python Wolf – film TV (1988)
- I racconti della cripta (Tales from the Crypt) – serie TV, episodio 4x03 (1992)
- Rebel Highway – serie TV, episodio 1x08 (1994)
- La parola ai giurati (12 Angry Men) – film TV (1997)
- CSI - Scena del crimine (CSI: Crime Scene Investigation) – serie TV, episodi 8x09-9x18 (2007-2008)
- L'ammutinamento del Caine - Corte marziale (The Caine Mutiny Court-Martial) – film TV (2023)

#### Documentari
- The People vs. Paul Crump (1962)
- The Bold Men (1965)
- Pro Football: Mayhem on a Sunday Afternoon (1965)
- The Thin Blue Line (1966)
- Fritz Lang Interviewed by William Friedkin (1974)
- Putting It Together: The Making of the Broadway Album (1985)
- The Painter's Voice (2007)
- The Devil and Father Amorth (2017)

#### Videoclip
- Self Control – Laura Branigan (1984)
- To Live and Die in L.A.  – Wang Chung (1985)
- Somewhere – Barbra Streisand (1985)
- Ce que je sais – Johnny Hallyday (1998)

## Riconoscimenti
- Premio Oscar
  - 1972 – Miglior regista per Il braccio violento della legge
  - 1974 – Candidatura al miglior regista per L'esorcista
- Golden Globe
  - 1972 – Miglior regista per Il braccio violento della legge
  - 1974 – Miglior regista per L'esorcista
- BAFTA
  - 1972 – Candidatura al miglior regista per Il braccio violento della legge
- Mostra internazionale d'arte cinematografica di Venezia
  - 2013 – Leone d'oro alla carriera